# Leandro Cunha
Leandro Leme da Cunha (ur. 13 października 1980) – brazylijski judoka, dwukrotny wicemistrz świata.
Na mistrzostwach świata zdobył dwa srebrne medale − w Tokio (2010) i w Paryżu (2011) w kategorii do 66 kg.